# Symplocos psiloclada
Symplocos psiloclada är en tvåhjärtbladig växtart som beskrevs av B. Ståhl. Symplocos psiloclada ingår i släktet Symplocos och familjen Symplocaceae. Inga underarter finns listade i Catalogue of Life.